# Каскад Кембла

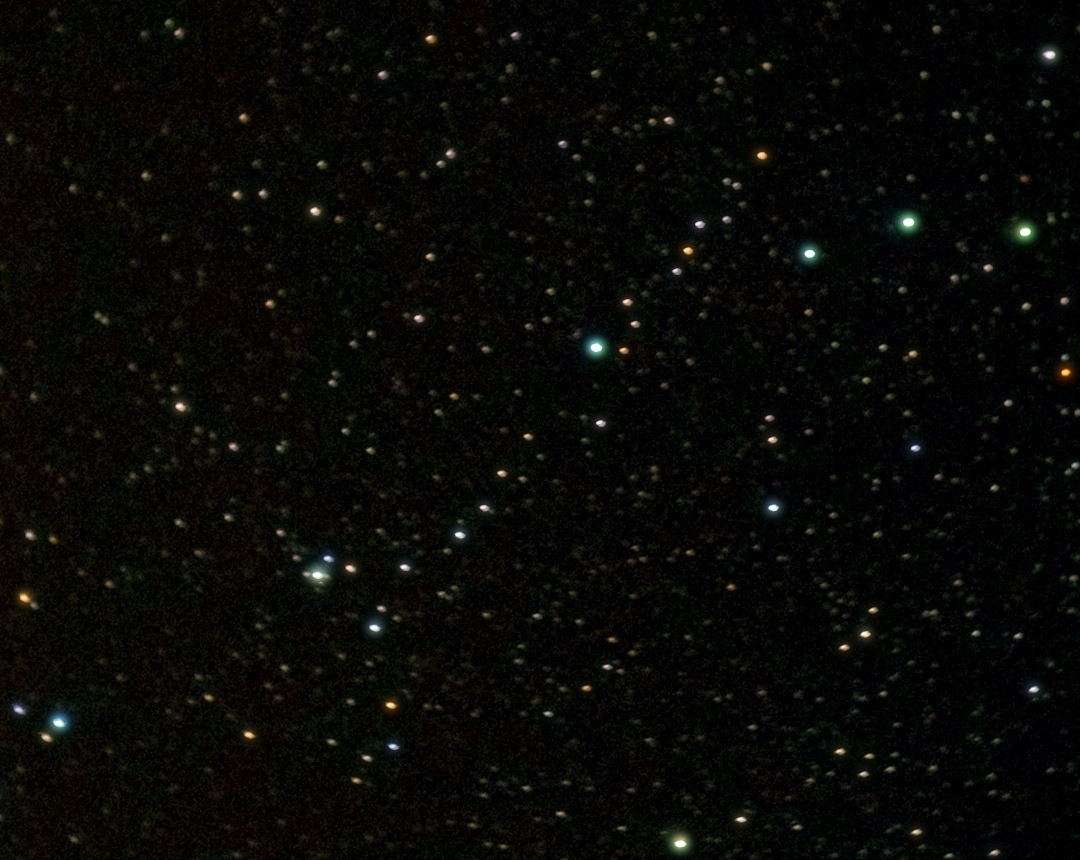
Изображение «Каскада Кембла» в любительский телескоп

«Каскад Кембла» (англ. Kemble's Cascade) — астеризм в созвездии Жирафа: длинная, в пять диаметров Луны цепочка примерно из 20 звёзд, различимых в сильный бинокль (от 5 до 10 звёздной величины). Ориентироваться можно на единственную видимую невооружённым глазом звезду HD 24479. Яркий объект вблизи левого нижнего угла цепочки является рассеянным звёздным скоплением, известным как NGC 1502.
Астеризм назван астрономом-любителем Уолтером Скоттом Хьюстоном в честь Лукиана Дж. Кембла (Lucian J. Kemble), который написал письмо Уолтеру об астеризме, описывая его как «красивый каскад слабых звёзд, идущий с северо-запада вниз к открытой группе NGC 1502». Впоследствии, У. Хьюстон написал статью относительно астеризма, опубликованную в «Sky & Telescope» в 1980 году, в которой и назвал этот астеризм «Каскадом Кембла».